# Pays-de-Clerval
Pays-de-Clerval község Franciaország Burgundia-Franche-Comté régiójában, Doubs megyében. Új községként 2017. január 1-jén jött létre Clerval és Santoche község egyesítésével. A két korábbi község egyesülésekor az új község lélekszáma 1145 fő lett. 2019. január 1-jén a korábbi Chaux-lès-Clerval községgel is egyesült, akkor az új község lélekszáma 1271 főre nőtt. Lakosainak száma 1161 fő (2022. január 1.).

## Népesség
| Lakosok száma | 1083 | 1229 | 1199 | 1169 | 1139 | 1146 | 1161 |
|               | 2015 | 2017 | 2018 | 2019 | 2020 | 2021 | 2022 |